# Músculo tensor del tímpano
El músculo tensor del tímpano o músculo mayo (martillo) es un pequeño músculo ubicado en la caja timpánica del oído medio y cuya contracción protege el oído interno de los ruidos intensos y súbitos que pueden causar lesiones. El músculo es inervado por un nervio proveniente del ganglio ótico perteneciente a la rama mandibular del nervio trigémino (par craneal V). La irrigación del tensor timpánico proviene de la arteria timpánica superior, rama de la arteria meníngea media, y que entra en el cráneo por el canal del músculo tensor del tímpano.

## Patología
Las lesiones del tensor del tímpano se asocia a síntomas en el oído tales como dolor de oído, acúfenos, vértigo, pérdida de audición y una disminución de la tolerancia a sonidos normales. Los síntomas no suelen justificarse ante la ausencia de trastornos más comunes, incluyendo otitis o la enfermedad de Ménière.Una de sus peores manifestaciones patológicas es cuando produce una vibración como golpecitos internos muy molestos que incluso impiden dormir con normalidad, y que se presentan tras haber estado expuesto a sonidos medianamente altos como música en auriculares con volumen fuerte, o en locales con música elevada. Cabe señalar que suele venir asociado también a los pitidos o zumbidos propios de los acúfenos o tinnitus producidos por una excesiva exposición a sonidos muy fuertes tales como música. En 1972, se diagnosticó esta dolencia con el nombre de "TTTS" ( "tensor tympani tonic syndrome" - síndrome del tensor del tímpano tónico).